# Relaciones Antigua y Barbuda-Chile

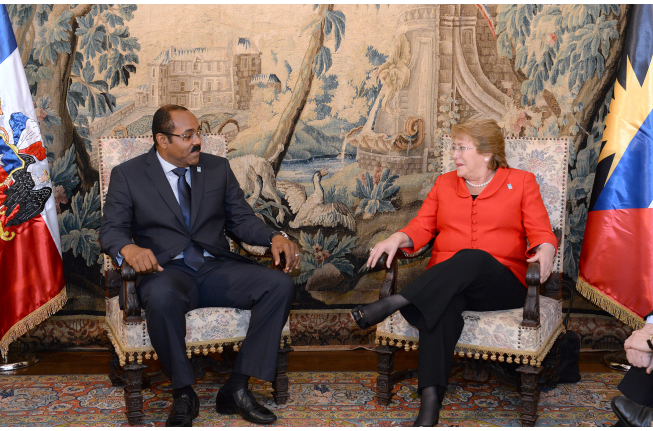
Reunión bilateral entre el primer ministro de Antigua y Barbuda Gaston Browne, y la presidenta de Chile Michelle Bachelet, en julio de 2014

Las relaciones Antigua y Barbuda-Chile son las relaciones internacionales entre Antigua y Barbuda y la República de Chile. Ambos países americanos pertenecen a la Comunidad de Estados Latinoamericanos y Caribeños y la Organización de los Estados Americanos. Asimismo, las relaciones entre ambos países se enmarcan en aquella que tiene Chile con los países de la Comunidad del Caribe (Caricom), de la cual Antigua y Barbuda forma parte.

## Encuentros bilaterales
En julio de 2014, durante el encuentro BRICS realizado en Brasil, el 17 de julio, la presidenta de Chile Michelle Bachelet sostuvo una reunión bilateral con el primer ministro de Antigua y Barbuda, Gaston Browne, quien en esa fecha presidía la Caricom.

## Relaciones económicas
Respecto al intercambio comercial entre ambos países, en 2022, este ascendió a los 0,7 millones dólares estadounidenses, significando un crecimiento promedio anual del -9,4% en los últimos cinco años, que constan casi en su totalidad de exportaciones de Chile a la nación caribeña. Así, los principales productos exportados por Chile a Antigua y Barbuda fueron madera de coníferas, polvos para fabricación de postres y vinos.

## Misiones diplomáticas
- La misión de Antigua y Barbuda en la Organización de Estados Americanos, con asiento en Washington D.C, concurre con representación diplomática a Chile.
- La embajada de Chile en Jamaica concurre con representación diplomática a Antigua y Barbuda. Asimismo, Chile posee un consulado honorario en St. John’s.[3]